# Blikken Weitje
Het Blikken Weitje is een klein natuurgebied van 4 ha, gelegen in de Oud-Westenrijkpolder ten oosten van Hoek. Het is eigendom van Staatsbosbeheer.
Het toponiem blik heeft betrekking op lage, ziltige grond die als grasland in gebruik is en die 's winters onder water staat (zie ook: De Blikken).
Het Blikken Weitje is een weilandje dat een zilte kreekrest omvat. Door de zilte kwel is de plantengroei er bijzonder. Een bijzonderheid is de gesteelde zoutmelde, die vanaf de jaren 70 van de 20e eeuw werd gemeld, na enige tijd niet meer werd gevonden, maar nu weer aanwezig is. Andere zoutminnende planten die er groeien zijn: melkkruid, zeekraal, zilte schijnspurrie, stomp kweldergras, schorrenkruid, schorrenzoutgras, zeeweegbree en selderij.

## Externe bron
- Floron